# شب الأمونيوم
كبريتات الألومنيوم والأمونيوم (أو شب الأمونيوم) هي كبريتات مضاعفة لها الصيغة المجملة AlH4NO8S2 والصيغة المفصلة لها NH4Al(SO4)2·12H2O، وتكون على شكل بلورات عديمة اللون.

## الخواص
- تنحل كبريتات الألومنيوم والأمونيوم بشكل ضعيف نسبيا بالماء (فقط 14 غ / 100 مل ماء عند 20°س)، وكذلك الحال في الحموض الممدة، كما أنها تنحل بشكل جيد في الغليسيرين، لكنها غير منحلة في الكحولات (الأغوال).
- محاليل كبريتات الألمنيوم والأمونيوم المائية لها صفة حمضية (محلول 1% له أس هيدروجيني قدره 3.5).
- تحوي كبريتات الألمنيوم والأمونيوم على 12 جزيئة ماء في بنيتها البلورية، تفقد واحدة منها عند التسخين فوق 100°س، في حين أنها تفقد الباقي بالإضافة إلى الأمونياك عند التسخين فوق 190°س.

## التحضير
تترسب كبريتات الألومنيوم والأمونيوم بإضافة محاليل مركزة من كبريتات الألمنيوم وكبريتات الأمونيوم

## الاستخدامات
من التطبيقات العملية لهذا المركب:
- يستخدم في معالجة المياه
- يستخدم في مستحضرات إزالة رائحة العرق حيث يقوم بإيقاف نمو البكتريا.